# J・J・ケイル
J・J・ケイル（J. J. Cale、1938年12月5日 - 2013年7月26日 ）は、アメリカ合衆国のシンガーソングライターである。ブルース、ロカビリー、カントリー、ジャズが融合したタルサ・サウンドの創始者の1人として知られる。彼の音楽性は、レイド・バック・サウンドと呼ばれることもある。
エリック・クラプトンとの共作アルバム『ザ・ロード・トゥ・エスコンディード』は、第50回グラミー賞の最優秀コンテンポラリー・ブルース・アルバムに選出された。

## 生涯
ケイルは1938年12月5日にオクラホマ州オクラホマシティで生まれた。同州のタルサで育ち、1956年にタルサ・セントラル高校を卒業した。
1960年代初期にタルサの若いミュージシャン達と一緒にロサンゼルスへ引っ越し、最初はスタジオ技術者として働いていた。1960年代中頃、彼を雇っていたナイトクラブのオーナーに、ヴェルヴェット・アンダーグラウンドのジョン・ケイルとの混同を避けるためJ・J・ケイルと名付けられた。アーティストとしてはほとんど成功せず、1970年にエリック・クラプトンが初のソロ・アルバム『エリック・クラプトン・ソロ』で「アフター・ミッドナイト」を録音するまでは、タルサに戻って音楽業界から離れることを考えていた。
彼のスタイルは初のアルバム『Naturally』（1971年）で確立された。ロサンゼルス・タイムズの記者は同アルバムを「ケイルの流れるようなギターと簡素なボーカルにより、ブルースとフォーク、ジャズの融合される独特の音。ドラム・マシーンや型にとらわれないミキシングにより、アメリカ音楽のルーツの純粋主義者とはまた異なる種類である」と評した。シングルカットされた収録曲の「Crazy Mama」は、1972年にBillboard Hot 100で最高22位を記録し、彼がアメリカ合衆国で最もヒットさせたシングルになった。彼はドキュメンタリー映画"To Tulsa and Back: On Tour with J.J. Cale"（2006年）で、歌を宣伝するためにテレビ番組『アメリカン・バンドスタンド』に出演した時の話を語っている。彼はバンドが事前に録音したテープを使う話を断り、歌と演奏を同時に録音した。
彼の曲は様々なアーティストによって取り上げられた。「アフター・ミッドナイト」と「コカイン」（クラプトン）、「Cajun Moon」（ランディ・クロフォード）、「Clyde」や「Louisiana Women」（ウェイロン・ジェニングス）、「Bringing It Back」（カンサス）、「Call Me the Breeze」や「I Got the Same Old Blues」（キャプテン・ビーフハート・アンド・ザ・マジック・バンド、クラプトン、レイナード・スキナード、ブライアン・フェリー）、「I'd Like to Love You, Baby」（トム・ペティ）、「Travelin' Light」や「Ride Me High」（ワイドスプレッド・パニック）、「Tijuana」（ハリー・マンクス）、「Sensitive Kind」（カルロス・サンタナ）、「Cajun Moon」（ハービー・マンとシシー・ヒューストン）などがある。
2013年7月26日、カリフォルニア州ラホヤの病院で心臓発作で死去。享年74歳。

## ディスコグラフィ

### シングル
- 1958 "Shock Hop/Sneaky" [45 - as Johnny Cale][11]
- 1960 "Troubles, Troubles/Purple Onion" [45 - as Johnny Cale Quintet] [11]
- 1961 "Ain't That Lovin You Baby/She's My Desire" [45 - as Johnny Cale Quintet] [11]
- 1971 "Crazy Mama" [45 as J.J. Cale], from the album Naturally, peaked at #22 on the US single charts on April 8, 1972.

### スタジオ・アルバム
- 1972 Naturally
- 1973 Really
- 1974 Okie
- 1976 Troubadour
- 1979 5
- 1981 Shades
- 1982 Grasshopper
- 1983 #8
- 1990 Travel Log
- 1992 Number 10
- 1994 Closer to You
- 1996 Guitar Man
- 2004 To Tulsa and Back
- 2009 Roll On

### ライヴ・アルバム
- 2001 Live

### コラボレーション
- 1966 A Trip Down The Sunset Strip （レザーコーテッド・マインズのメンバーとして）
- 2006 The Road to Escondido （エリック・クラプトンと共演）

### コンピレーション
- 1972"Naturally"
- 1972"Really"
- 1974"Okie"
- 1976Troubadour"
- 1979"5"
- 1980"Shade"
- 1982"Grasshopper"
- 1983"#8"
- 1984 Special Edition (a compilation of hits from previous albums)
- 1992"Number10"
- 1994"Closer To You"
- 1996"Guitar Man"
- 1997 Anyway the Wind Blows: The Anthology
- 1998 The Very Best of J.J. Cale
- 2000 Universal Masters Collection
- 2004"To Tuisa And Back"
- 2006"The Road To Escondido"
- 2006 The Definitive Collection
- 2006 Collected (with bonus tracks) (Dutch release only)
- 2007 Rewind: The Unreleased Recordings
- 2009"Roll On"
- 2011 The Silvertone Years (A collection chronicling JJ Cale's music released by Silvertone Records between 1989-1992)